# Giulio Santagata
Giulio Santagata, né le 1er octobre 1949 à Zocca et mort le 5 janvier 2024 à Modène, est un homme politique italien, leader de la coalition Ensemble lors des élections générales italiennes de 2018.

## Biographie
Il est ancien ministre sans portefeuille du gouvernement Prodi II.
Giulio Santagata meurt le 5 janvier 2024 à l’âge de 74 ans, à Modène.